# كريستوفر جون بويس
كريستوفر جون بويس (بالإنجليزية: Christopher John Boyce) هو مؤلف وجاسوس أمريكي، ولد في 16 فبراير 1953 في الولايات المتحدة.

## وصلات خارجية
- كريستوفر جون بويس على موقع إن إن دي بي (الإنجليزية)